# Ernst von Below

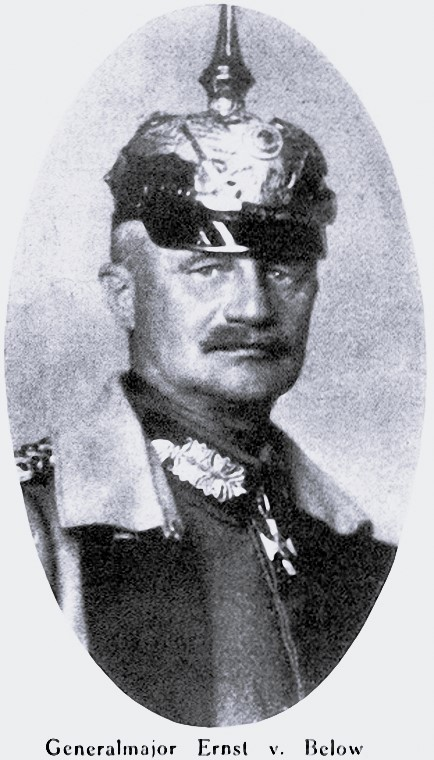
Ernst von Below

Ernst von Below (* 17. April 1863 in Königsberg; † 2. April 1955 in Schleusingen) war ein deutscher General der Infanterie.

## Leben

### Herkunft
Ernst entstammte dem alten Adelsgeschlecht von Below. Er war ein Sohn des späteren preußischen Generalmajors Ferdinand von Below (1812–1870) und dessen Ehefrau Therese, geborene Mauve (1823–1895).

### Militärkarriere
Below trat am 16. April 1881 aus dem Kadettenkorps kommend als Fähnrich in das Infanterie-Regiment Nr. 99 der Preußischen Armee in Neustadt ein. Dort wurde er am 11. Februar 1882 zum Sekondeleutnant ernannt und fungierte vom 1. Juli 1886 bis 10. Mai 1889 als Adjutant. Anschließend war Below Adjutant des I. Bataillons, wurde als solcher vom 1. Oktober 1890 bis 23. Juli 1893 zur Kriegsakademie kommandiert und zwischenzeitlich am 14. Oktober 1890 zum Premierleutnant befördert. Nach seiner Rückkehr versah er weiterhin Dienst in seinem Stammregiment und wurde am 21. April 1894 nach Altona in das Infanterie-Regiment „Graf Bose“ (1. Thüringisches) Nr. 31 versetzt. Zeitgleich mit seiner Beförderung zum Hauptmann wurde Below zum Kompaniechef ernannt. Für ein knappes Jahr kommandierte man ihn dann vom 4. Oktober 1899 zum Lehr-Infanterie-Bataillon. Im Anschluss daran folgte die Versetzung als Kompaniechef zum Königin Augusta Garde-Grenadier-Regiment Nr. 4. Ab 1. April 1903 kommandierte man Below zur Dienstleistung beim Prinzen Joachim Albrecht von Preußen. Am 6. Mai 1903 wurde er dessen persönlicher Adjutant sowie am 27. Januar 1904 zum Major befördert. Diese Stellung gab Below am 13. September 1906 mit der Ernennung zum Kommandeur des II. Bataillons des Oldenburgischen Infanterie-Regiments Nr. 91 ab. Am 4. April 1908 wurde er dann Kommandeur des II. Seebataillons in Wilhelmshaven. Ein knappes Jahr später trat er die Ausreise nach Tsingtau an, um dort als Kommandeur des III. Seebataillons zu fungieren. Er befehligte dort u. a. die Besatzungstruppen in Peking und Tientsin und wurde am 20. März 1911 zum Oberstleutnant befördert. Nach seiner Rückkehr in das Deutsche Reich war Below ab 22. März 1912 Kommandeur des III. Stamm-See-Bataillons in Cuxhaven. Er kam dann am 27. Januar 1913 nach Berlin zum Stab des Kaiser Alexander Garde-Grenadier-Regiments Nr. 1. Mit der Beförderung zum Oberst am 1. Oktober 1913 folgte die Ernennung zum Kommandeur des 8. Thüringischen Infanterie-Regiments Nr. 153 in Altenburg. Sechs Monate später wechselte Below als Kommandeur der Schutztruppe in das Reichskolonialamt.

#### Erster Weltkrieg
Nach Ausbruch des Ersten Weltkriegs wurde Below am 14. August 1914 Kommandeur des Infanterie-Regiments „Prinz Louis Ferdinand von Preußen“ (2. Magdeburgisches) Nr. 27 ernannt, nachdem dessen bisheriger Kommandeur Oberst Krüger bei Lüttich gefallen war. Es folgten der weitere Vormarsch sowie die Schlacht an der Marne und Kämpfe bei Arras. Vom 30. November 1914 bis 28. März 1915 war Below Kommandeur der vor Reims liegenden 26. Reserve-Infanterie-Brigade und anschließend bis 20. Mai 1915 Kommandeur der 39. Reserve-Infanterie-Brigade, die dem VIII. Armee-Korps zugeteilt war. Er wurde dann Kommandeur der neugebildeten 2. Jäger-Brigade, der vordringlich für den Gebirgskrieg ausgebildeten Truppe, mit der er in den Karpaten zum Einsatz kam. Im Frühjahr kehrte die Brigade an die Westfront nach Frankreich zurück, wo sie in der Champagne und vor Verdun kämpfte. Ab August 1916 wurde die Brigade abermals an die Ostfront verlegt und der dort eingesetzten 200. Infanterie-Division zugeteilt.
Am 27. Januar 1917 wurde Below Generalmajor und am 14. September 1917 Kommandeur der 200. Infanterie-Division. Mit dieser nahm er an der Isonzo-Offensive gegen die Italiener teil. Below hatte dabei den Auftrag, den zweitwichtigsten Stützpunkt der feindlichen Stellungen, die 929 m hohe Ieza, einzunehmen. Bei der erfolgreichen Erstürmung wurden Tausende von Gefangenen, 99 Geschütze, 75 MG, 45 Minen- und Granatwerfer, drei große Scheinwerfer sowie eine Unmenge anderer Bewaffnungs-, Ausrüstungs- und Bekleidungsstücke eingebracht. Am 27. Oktober nahmen Teile der Division Azzida und verfolgten die Italiener über Udine hinaus bis an die Piave, wo die Offensive zum Stehen kam und in den Stellungskrieg überging. Im Februar 1918 wurde die Division nach Frankreich abtransportiert, wo sie sich im Verbund mit der 2. Armee auf die Frühjahrsoffensive vorbereitete. Ende März kam die Division an der Avre östlich von Amiens zum Einsatz. Es folgte die Zuteilung zur 7. Armee, mit der sie im Juli die letzte deutsche Angriffsschlacht westlich Reims durchführte. Bis zum Waffenstillstand war Below mit der Division an den Rückzugskämpfen vor der Antwerpen-Maas-Stellung beteiligt und führte nach Kriegsende den Verband in die Heimat zurück.

#### Nachkriegszeit
Nach der Demobilisierung wurde Below am 6. Februar 1919 zu den Offizieren von der Armee überführt und am 11. August 1919 unter Verleihung des Charakters als Generalleutnant zur Disposition gestellt.
Below erhielt am 27. August 1939, dem sogenannten Tannenbergtag, den Charakter als General der Infanterie verliehen.
Ernst von Below starb 1955 und wurde im Familiengrab von Below auf dem Invalidenfriedhof Berlin beigesetzt. Sein Grab ist erhalten.

### Auszeichnungen
- Roter Adlerorden IV. Klasse[2]
- Preußisches Dienstauszeichnungskreuz[2]
- Ritterkreuz I. Klasse des Ordens vom Zähringer Löwen[2]
- Komtur II. Klasse des Ordens Heinrichs des Löwen[2]
- Ehrenritterkreuz I. Klasse des Oldenburgischen Haus- und Verdienstordens des Herzogs Peter Friedrich Ludwig[2]
- Komtur II. Klasse des Herzoglich Sachsen-Ernestinischen Hausordens[2]
- Offiziersehrenkreuz des Lippischen Hausordens[2]
- Russischer Orden der Heiligen Anna II. Klasse[2]
- Sankt-Stanislaus-Orden II. Klasse[2]
- Offizier des Weißen Elefantenordens[2]
- Eisernes Kreuz (1914) II. und I. Klasse
- Kronenorden II. Klasse mit Schwertern im Juli 1916
- Pour le Mérite mit Eichenlaub
  - Pour le Mérite am 24. November 1917
  - Eichenlaub am 13. Oktober 1918